# یلیزاوتا مرشکو
یلیزاوتا مرشکو (انگلیسی: Yelyzaveta Mereshko؛ زادهٔ ۸ ژوئیهٔ ۱۹۹۲) ورزشکار ورزش شنا اهل اوکراین است.
وی در مسابقات کشوری و بین‌المللی در مجموع برندهٔ ۵ مدال طلا، ۵ مدال نقره، ۲ مدال برنز شده‌است.